# Sam McVey
Sam McVey, właściwie Samuel E. McVea (ur. 17 maja 1884 r. w Waelder w Teksasie, zm. 21 grudnia 1921 r. w Nowym Jorku) – amerykański bokser wagi ciężkiej początku XX wieku.

## Kariera
Karierę sportową rozpoczął w 1902 roku w Oxnard w Kalifornii. Nigdy nie był wybitnym technikiem, jego styl walki opierał się na niezwykłej, często określanej jako "zwierzęca" sile fizycznej. Wygrał przez nokaut 7 pierwszych walk i 26 lutego 1903 spotkał się z Jackiem Johnsonem w pojedynku o tytuł "kolorowego mistrza świata wagi ciężkiej". Został jednak pokonany w 20 rundach, podobnie jak 8 miesięcy później. 
W 1907 roku wyjechał do Francji, gdzie toczył zwycięskie walki z europejskimi pięściarzami. Tam też 17 kwietnia 1909 odbyła się jego najsłynniejsza walka, "maraton" z Joe Jeanettem, zakończona porażką McVeya po 48 rundach. 
W czasie swojej kariery toczył walki z innymi znakomitymi zawodnikami w wadze ciężkiej : Jackiem Johnsonem, Joe Jeannette oraz Samem Langfordem:
Joe Jeannette – 5 walk : Zwycięstwa : 1 Remisy : 2 Porażki : 2 No Contest : 0
Sam Langford – 15 walk: Zwycięstwa : 2 Remisy : 5 Porażki : 6 No Contest : 2 
Jack Johnson – 3 walki : Zwycięstwa : 0 Remisy : 0 Porażki : 3 No Contest : 0 
McVey walczył na ringu do 1921 roku. W 1999 został wpisany do bokserskiej galerii sław (International Boxing Hall of Fame).